# Herbert Tait Bell
Herbert Tait Bell, britanski general, * 1891, † 1971.